# Зубко Ігор Альбертович
Ігор Альбертович Зубко (нар. 30 вересня 1991) — український та російський футболіст, нападник та півзахисник.

## Клубна кар'єра
Вихованець КВУОР (Краснолісся). У ДЮФЛУ виступав за сімферопольський УОР. Футбольну кар'єру розпочав 2007 року в сімферопольському НАПКСа. Починаючи з сезону 2007/08 років перебував на контракті в «Кримтеплиці». Проте футбольну практику отримував у молодіжненському «Спартаку». Згодом почав отримувати ігрову практику й у Кримтеплиці. У 2012 році відправився в оренду у тернопільську «Ниву», проте грав нерегулярно (3 матчі, 1 гол). По завершенні оренди повернувся до «Кримтеплиці». у 2013 році залишив молодіжненську команду та перейшов у «Кристал», проте й у Херсоні надовго не затримався.
У 2014 році повернувся до Криму, де пішов на співпрацю з окупаційними військами та місцевими колаборантами, отримав російське громадянство. У 2014 році грав за керчинський «Океан». Наступного року виїхав до Росії, проте зміг працевлаштуватися лише в аматорській «Анапі». Того ж року повернувся до Криму, де підсилив фейковий сімферопольськи клуб «ТСК-Таврія». Надалі виступав у так званій «Прем'єр-лізі Криму» за «Кримтеплицю», «Океан» (Керч), «Океан-2» (Керч) та «Кизилташ». Починаючи з сезону 2019/20 років захищає кольори «Кримтеплиці».

## Кар'єра в збірній
У березні 2010 року отримав виклик до юнацької збірної України U-19 на товариські матчі проти однолітків з Франції в рамках підготовки до Юнацького чемпіонату Європи (U-19) 2010 року. У 2010 році за юнацьку збірну зіграв 7 матчів, в яких відзначився 2-а голами.